# Keleti pályaudvar
A Keleti pályaudvar (hivatalosan Budapest-Keleti) Budapest legforgalmasabb vasúti személypályaudvara, egyike a főváros három működő fejállomásának. Nevét nemcsak a földrajzi fekvéséről kapta, hanem a keleten fekvő Erdéllyel és a Balkánnal fenntartott kapcsolatra utalva és a Nyugati pályaudvar, akkor még a Bécs-Párizs irányt kiszolgáló nevétől való megkülönböztetésképpen is. A pályaudvar négy fő vasútvonal: Budapest–Győr–Bécs (1-es), Budapest–Hatvan–Miskolc (80-as), Budapest–Újszász–Szolnok (120a), valamint a Budapest–Kelebia–Belgrád (150-es) vonalak vonatai kiindulópontja. A legtöbb belföldi InterCity járat kiinduló és végállomása, illetve a legjelentősebb nemzetközi vasúti csomópont Magyarországon. A főváros VIII. kerületében található, a Baross téren. 1970 óta az M2-es metróvonal állomása, 2014-től pedig az M4-es metróvonal végállomása, mindemellett a 23-as és 24-es villamosokkal, valamint számos autóbusz- és trolibuszjárattal is megközelíthető.

## Fekvése
A fejpályaudvar Pesten a Rákóczi út tengelyében a Thököly út és a Kerepesi út által közrezárt területen épült fel. A Baross téren álló pályaudvart 1884. augusztus 16-án adták át az utazóközönségnek. Az eredetileg Központi Indóház néven ismert pályaudvart 1892-ben nevezték át Keleti pályaudvarrá. A pályaudvar előtt Baross Gábor szobrát – a róla elnevezett tér közepén – 1898-ban állították fel. A szobrot a Baross tér 1968-as átépítésekor áthelyezték a csarnok északi oldalára. 2013 decemberében újra az eredeti helyén állították fel a tér átépítésének részeként. A Keleti pályaudvar funkcióit 1884–2005 között a MÁV korábbi főpályaudvara, a Józsefvárosi pályaudvar egészítette ki.[forrás?]

## Története
Lásd még: a Budapest vasútállomásai cikket

### A kezdetektől
A kiegyezés után, a mai Budapest területén öt nagy vasúti állomás volt. A személyforgalom növekedése miatt az 1880-as évek elejére egy új fejpályaudvar megépítése vált szükségessé. Az első határozat már 1880-ban megszületett arra vonatkozóan, hogy a következő év őszén el is kezdik az új központi pályaudvar építését. Éppen egy évvel később, 1881. novemberében ki is tűzték a helyét a Kerepesi úti vámnál, az egykori Kerepesi és a Csömöri út kereszteződésében, a mai Baross térnél. Az eredeti tervek szerint már 1883-ra elkészült volna a pályaudvar, de alig egy méternyi mélységben már annyi talajvizet találtak, hogy az alapot meg kellett nagyjából 3000 cölöppel támogatni. Részben emiatt 1882 végén már tudható volt, hogy nem készülnek el vele a következő évre. A bokrétaünnepet 1883. augusztusában tartották, hivatalos átadása – külön ünnepség nélkül – pedig 1884. augusztus 16-án történt.
A főváros a közigazgatási bejárás alkalmával kikötötte, hogy az új pályaudvar homlokzatának a középvonala a Rákóczi út tengelyébe essen. E kikötés folytán a pályaudvari csarnok és a felvételi épület a Baross tér Thököly úti oldala felé tolódott el, az így rendelkezésre álló szűkös terület a vasút számára megnehezítette a vasútüzemi feladatok optimális lebonyolítását.
Az állomást az első években még csak egy kétvágányú pálya kapcsolta az országos hálózathoz. A Józsefvárosi pályaudvar keleti végénél csatlakozó vágányok a Keleti pályaudvar mellett kiszolgálták a Józsefvárosi pályaudvart is, a nyíltvonali elágazási szakaszon hamarosan üzemi zavarok keletkeztek, ezért független bevezetés vált szükségessé.
A nevét hivatalosan egy 1892. szeptember 20-i rendelettel változtatták át az addigi „Budapest-központi pályaudvar”-ról „Budapest-Keleti pályaudvar”-ra. Jelentős esemény volt ez a második névadás: mivel a MÁV 1892-re magába olvasztotta az Osztrák–Magyar Vasúttársaságot, annak pályaudvara is államvasúti lett, ezért veszítette érvényét a „központi” jelző. Bevezették tehát a Keleti és a Nyugati megkülönböztetést, noha a városon belüli elhelyezkedés mellett a kiinduló vonatok iránya már csak részben indokolta ezt a gyakorlatot. A Keleti pályaudvart az évtizedek során több ízben bővítették, átalakították. A vágányok szaporításán kívül egy második mozdonyszín épült, fordítókoronggal, kocsijavító műhellyel és postateleppel. Az első világháború alatt elsősorban a hadiszükséglet kielégítése volt a vasút feladata, ezért a budapesti pályaudvarok megkezdett bővítési munkái megakadtak.
A személypályaudvarok forgalmában a világháború lényeges változásokat hozott. A Nyugati pályaudvar személyforgalmának csökkenésével szemben a Keleti pályaudvar forgalma megnövekedett. A sok nemzetközi közvetlen kocsi közlekedése miatt összetettebbé vált a pályaudvar forgalma. A Keleti pályaudvarnak 1926-ban csak napi 72 vonatpárja volt, a vonatok számának takarékosságból való csökkenése miatt, a szerelvényeket több kocsiból állították össze. Hosszúságuk az új típusú, forgózsámolyos személykocsik megjelenésével tovább nőtt.
A pályaudvar szűkös területe miatt a forgalomnövekedést a vágányhálózat átépítésével, új vágánykapcsolatok alkalmazásával tudták megoldani. A pályaudvar vágányai fölé 1931-ben építették ki a felsővezetéket.

### A II. világháborútól napjainkig
A második világháború idején, Budapest bombázásakor a pályaudvar súlyos sérüléseket szenvedett. Az épület előtti téren 1945-ben fürdőmedence működött, melyet egy évvel korábban eredetileg légoltalmi célra, tűzivíz-tárolónak építettek. Először 1967 és 1970 között az M2-es metróvonal, majd 2004 és 2014 között az M4-es metróvonal építéshez kapcsolódó felszíni tereprendezés során alakították át a mai formájára a teret. A metró és a pályaudvar között aluljárórendszert építettek. Az aluljáró szintjére kerültek a pénztárak és az információk. Az aluljáróból széles lépcsőn lehet feljutni a peronokhoz. (A felújítása 2023 májusára készült el.)
Érdekesség, hogy Sarah Connor német énekesnő ezen a pályaudvaron forgatta legnagyobb slágere, a From Sarah With Love című dal videóklipjét.

## Az épület
Az épületet 1881–1884 között a Magyar Királyi Államvasutak építette eklektikus stílusban. Eredeti neve Központi Pályaudvar volt. Építésekor az egyik legkorszerűbbnek számított Európában. Az épület építésze Rochlitz Gyula, a csarnok acélszerkezetének tervezője Feketeházy János volt. Az architektúrájához a régi berlini főpályaudvar 1871-ben épült, majd a második világháború során megsérült és 1959-ben lebontott épülete szolgált minta gyanánt.
A csarnokban eredetileg 5 vágány volt, az 1980-as évekbeli tervszerűsítésnél 4 vágány maradt, amelyet kiegészít 5 vágány az északi oldalon (jellemzően a hatvani, szolnoki elővárosi vonatok használják), illetve 1 rövid csonkavágány (régen többnyire a balassagyarmati vonatoké volt) és 3 vágány a déli oldalon.
A pályaudvar rendelkezik még 4 csoport tárolóvágánnyal, kocsiműhellyel, fűtőházzal (benne kerékesztergáló berendezéssel és fordítókoronggal), kocsimosóval, iparvágány-kapcsolattal a hajdani Taurus gumigyárhoz. A pályaudvar biztosító-berendezése az 1987-1989 között elvégzett vágányzat- és peronátépítés óta Domino D70 típusú. A vágányhálózat- és peronfelújítás 2019 májusában megismétlődött.

### Műemléki jellege
- 43 méter magas homlokzatának tetején egy allegorikus szoborcsoport található. Alkotója Bezerédi Gyula. A szoborcsoportot az 1990-es években végrehajtott rekonstrukció alkalmával újra kellett gyártatni. A főhomlokzat kapuzata mellett James Wattnak, a gőzgép feltalálójának és George Stephensonnak, a Rocket gőzmozdony tervezőjének a szobra látható. Alkotóik: Strobl Alajos és Vasadi Ferenc. A főhomlokzat óra alatti részén, az oszlopok tetejéről az 1930-as években eltűnt négy szobrot 2003-ban pótolták.
- A 42 méter széles, eredetileg ötvágányú fogadócsarnok vasszerkezete Feketeházy János tervei alapján készült. A csarnok tetőszerkezetének keresztmetszete megközelítőleg láncgörbe.
- A 2008-ra felújított fényűző díszítésű pénztárterem freskóit Lotz Károly és Than Mór készítette. Ezek mellett az elektromos világítás és a központi irányítású váltórendszer technikai újdonságnak számított. A csarnok eredeti festését Schickedanz Albert tervezte.

A középső főhomlokzat és a csarnok felújítása két ütemben, 2002 és 2004 között zajlott le.
Az építkezésben neves vállalkozók vettek részt. A cölöpalapozást Gregersen Guilbrand vállalkozása végezte, a vasszerkezetet a MÁVAG, a villanyvilágítást a Ganz gyár készítette. A lakatosmunkák Jungfer Gyula műhelyében, az öntöttvas elemek Oetl Antal gyárában készültek.

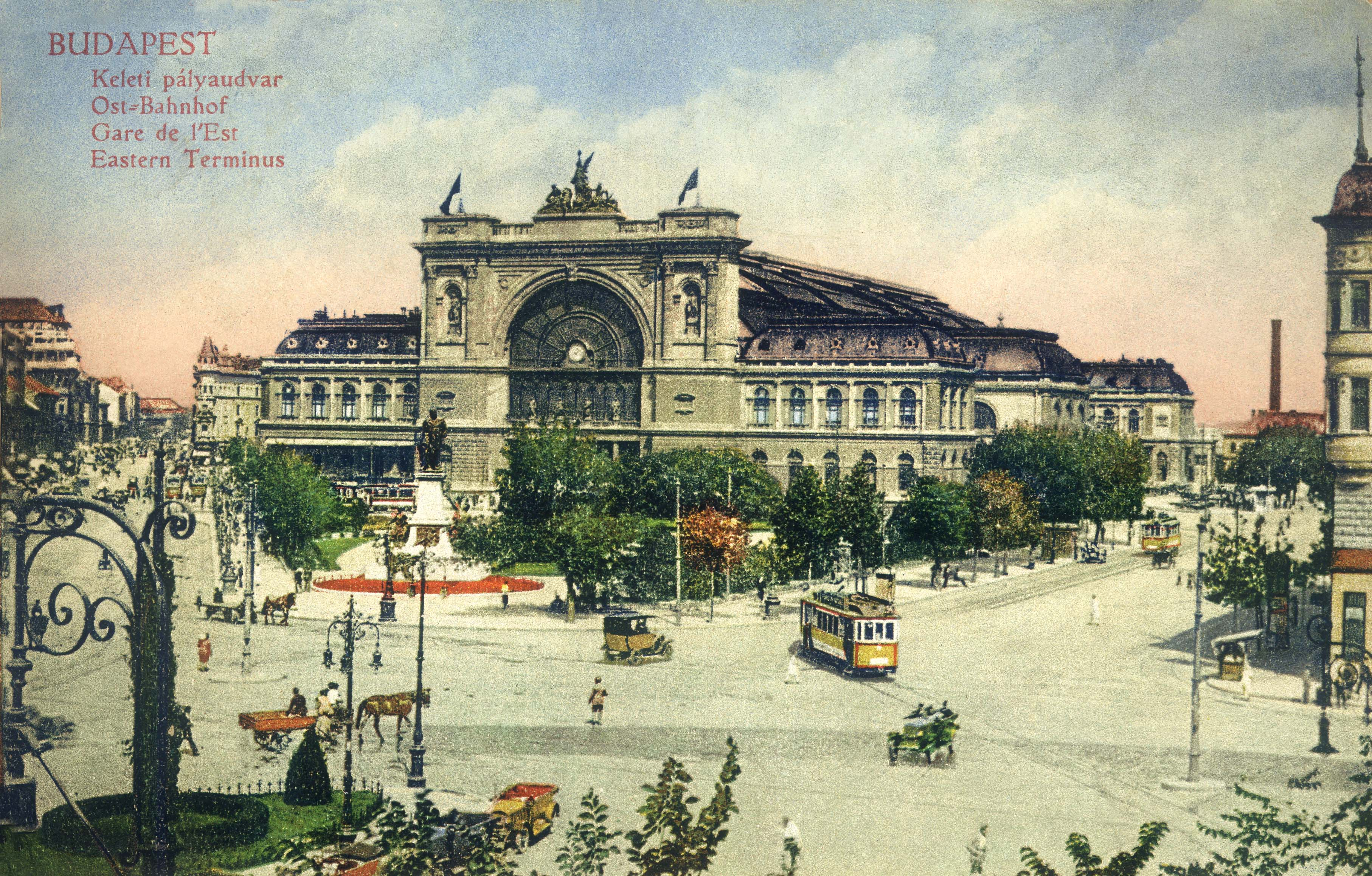
A pályaudvar 1912-ben egy korabeli képeslapon
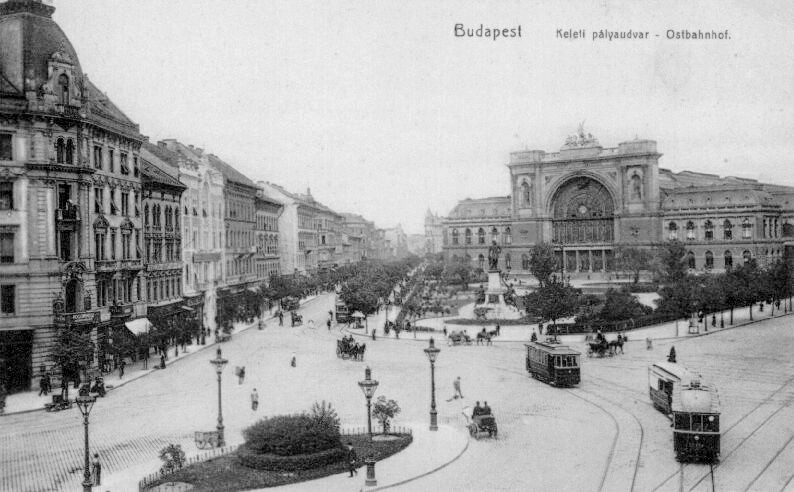
A Keleti pályaudvar 1900 körül
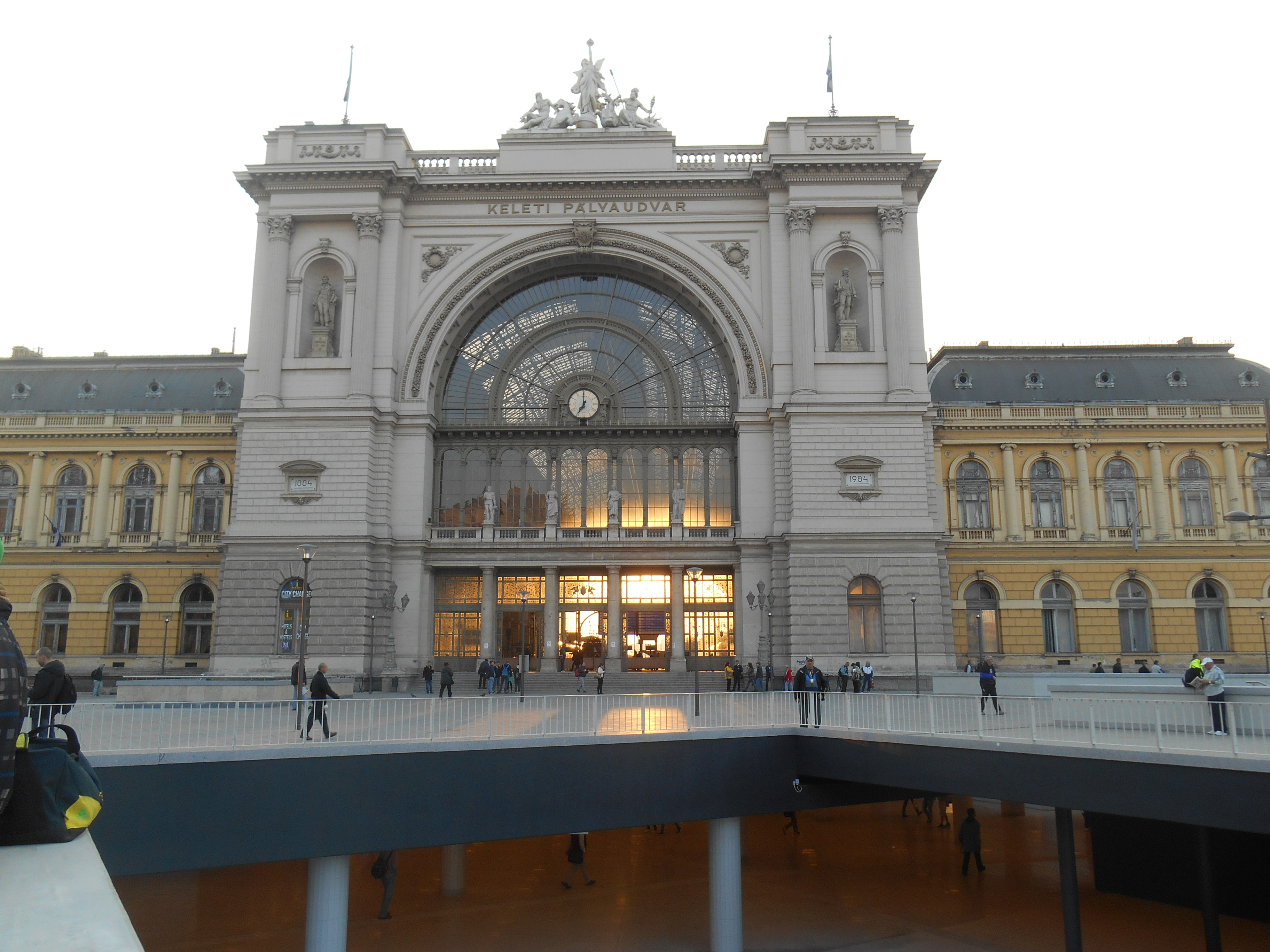
A Keleti pályaudvar és az átépített aluljáró 2014. április 3-án
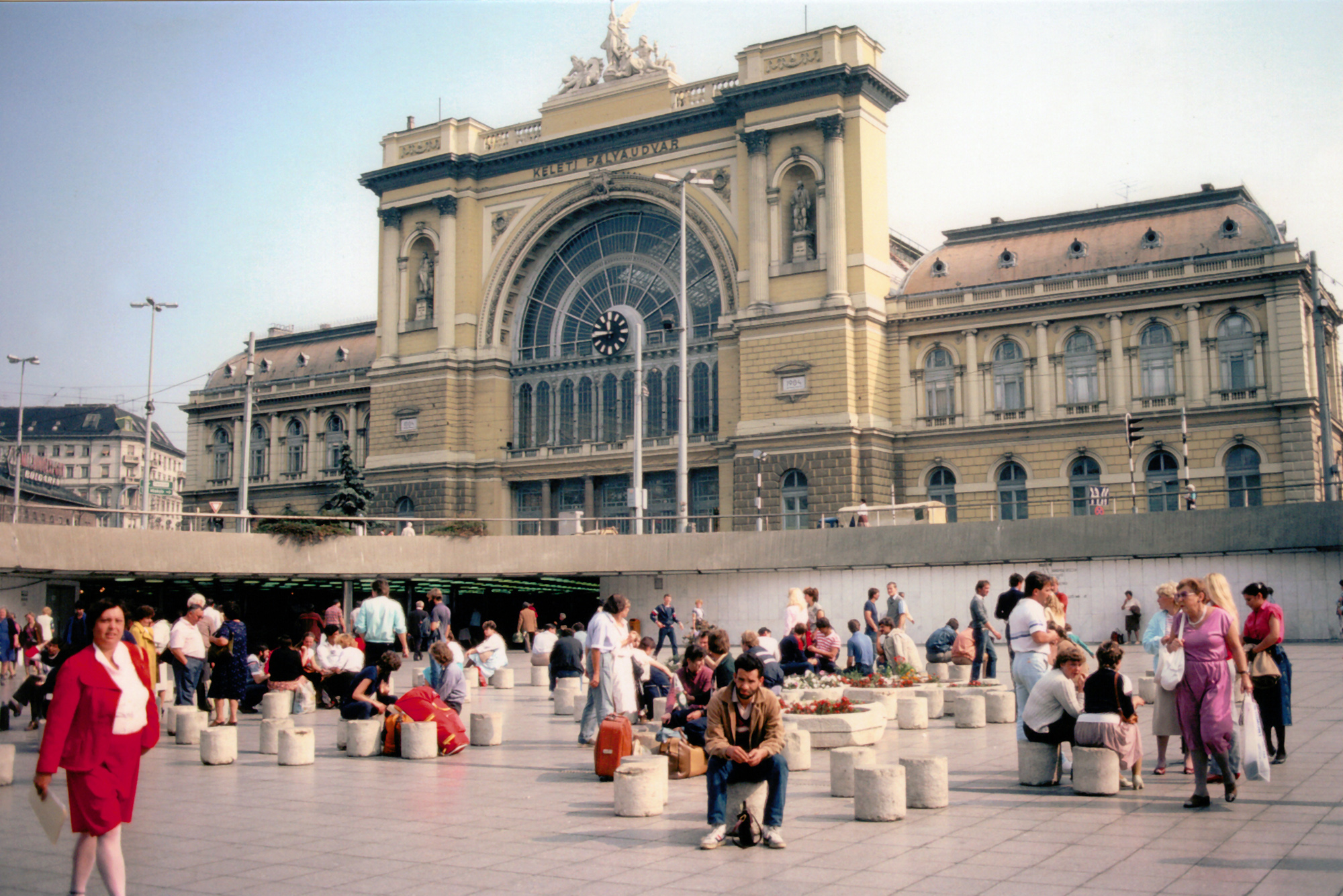
A pályaudvar és az előtte lévő aluljáró 1985-ben
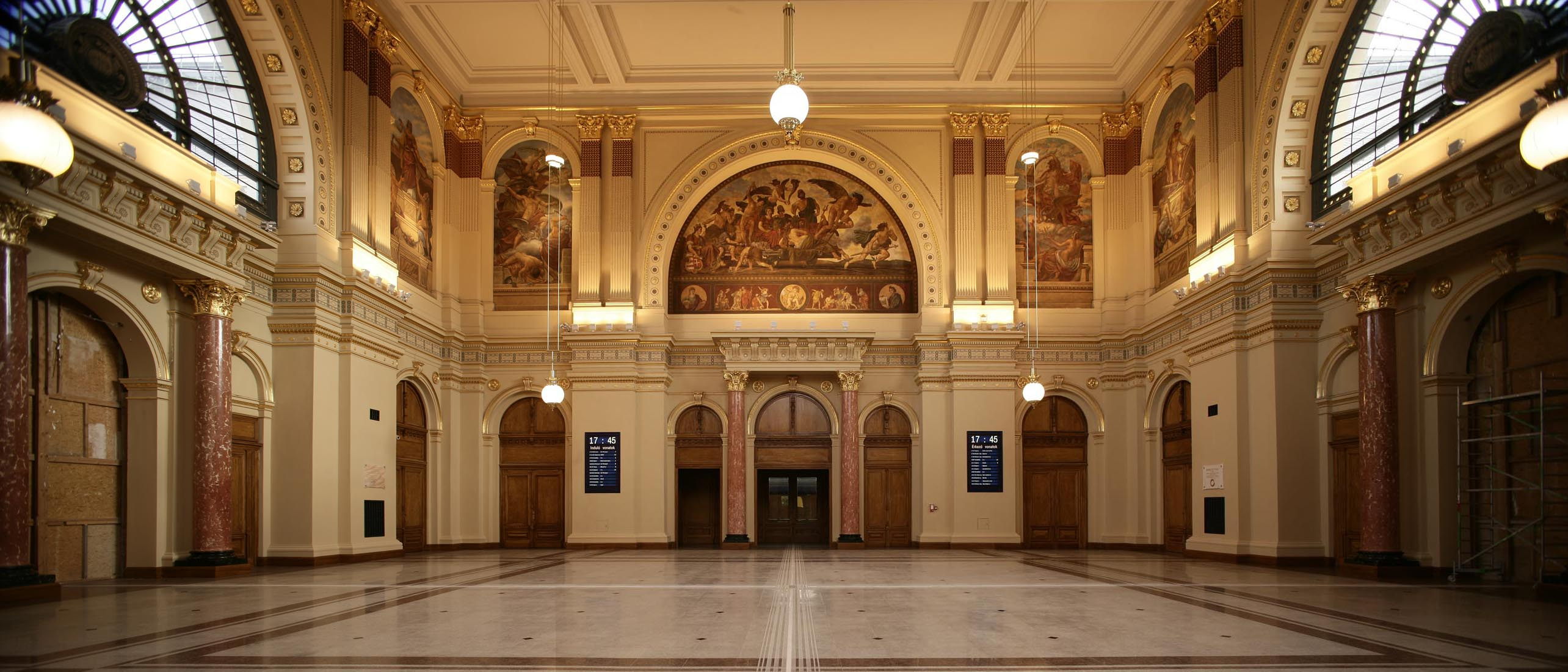
A Lotz-csarnok 2008-ban

## Forgalom
| Járat                                               | Útvonal | Gyakoriság                                                           |
| --------------------------------------------------- | --- | -------------------------------------------------------------------- |
| G10                                                 | Budapest-Keleti → Ferencváros → Budapest-Kelenföld → Biatorbágy → Bicske alsó → Bicske → Alsógalla → Tatabánya → Tóvároskert → Tata → Komárom → Ács → (Nagyszentjános → Győrszentiván →) Győr-Gyárváros → Győr | Napi 3-5 Győr felé                                                   |
| S60                                                 | Budapest-Keleti – Kőbánya felső – Rákos – Rákoshegy – Rákoskert – Ecser – Maglód – Maglódi nyaraló – Gyömrő – Mende – Pusztaszentistván – Sülysáp (– Szőlősnyaraló – Tápiószecső – Szentmártonkáta – Nagykáta – Tápiószentmárton – Farmos – Tápiószele – Tápiógyörgye – Újszász – Zagyvarékas – Szolnok) | Kb. félóránként                                                      |
| G60                                                 | Budapest-Keleti – Kőbánya felső – Rákos – (Szolnok felé: Rákoshegy → Gyömrő → Mende; Budapest felé: Gyömrő ←) Sülysáp – Szőlősnyaraló – Tápiószecső – Szentmártonkáta – Nagykáta – Tápiószentmárton – Farmos – Tápiószele – Tápiógyörgye – Újszász – Zagyvarékas – Szolnok | Reggel Budapest felé 20–30 percenként, délután Szolnok felé óránként |
| Z60                                                 | Budapest-Keleti – Kőbánya felső – Rákos – Sülysáp – Szőlősnyaraló – Tápiószecső – Szentmártonkáta – Nagykáta – Tápiószentmárton – Farmos – Tápiószele – Tápiógyörgye – Újszász – Zagyvarékas – Szolnok | Óránként                                                             |
| S80                                                 | Budapest-Keleti – Kőbánya felső – Rákos – Akadémiaújtelep – Rákosliget – Rákoscsaba-Újtelep – Rákoscsaba – Pécel – Isaszeg – Gödöllő-Állami telepek – Gödöllő (– Máriabesnyő – Bag – Aszód – Hévízgyörk – Galgahévíz – Tura – Hatvan – napi 1 tovább Füzesabony felé) | Félóránként                                                          |
| G80                                                 | Isaszeg → Pécel → Rákoscsaba → Rákosliget → Akadémiaújtelep → Budapest-Keleti | Munkanapokon 3 Budapest felé                                         |
| gyorsított személyvonat                             | Budapest-Keleti – Ferencváros – Budapest-Kelenföld – (Biatorbágy → Bicske alsó → Bicske →) Alsógalla – Tatabánya (← Vértesszőlős) – Tóvároskert – Tata (← Almásfüzitő ← Almásfüzitő felső ← Szőny) – Komárom – Ács (← Nagyszentjános ← Győrszentiván) – Győr-Gyárváros – Győr – Abda – Öttevény – Lébény-Mosonszentmiklós – Mosonmagyaróvár – Levél – Hegyeshalom | Munkanapokon napi 1-2 pár                                            |
| személyvonat                                        | Budapest-Keleti – (Pécel → Isaszeg →) Gödöllő (← Máriabesnyő ← Bag) – Aszód – Tura – Hatvan – Vámosgyörk – Adács (← Karácsond ← Ludas) – Nagyút – Kál-Kápolna – Füzesabony – Szihalom – Mezőkövesd – Mezőkövesd felső – Mezőkeresztes-Mezőnyárád – Csincse – Emőd – Nyékládháza – Miskolc-Tiszai | Napi 1 pár                                                           |
| személyvonat                                        | Gyöngyös → Gyöngyöshalász → Vámosgyörk → Hatvan → Tura → Aszód → Bag → Máriabesnyő → Gödöllő → Isaszeg → Pécel → Rákoscsaba → Rákoscsaba-Újtelep → Rákosliget → Akadémiaújtelep → Rákos → Kőbánya felső → Budapest-Keleti | Napi 1 Budapest felé                                                 |
| személyvonat                                        | Lőkösháza → Kétegyháza → Békéscsaba → Murony → Mezőberény → Csárdaszállás → Gyoma → Nagylapos → Mezőtúr → Kétpó → Tiszatenyő → Szajol → Szolnok → Újszász → Nagykáta → Budapest-Keleti | Napi 1 Budapest felé                                                 |
| Agria InterRégió                                    | Budapest-Keleti – Gödöllő – Máriabesnyő – Bag – Aszód – Tura – Hatvan – Vámosgyörk – (Adács – Karácsond – Ludas – Nagyút –) Kál-Kápolna – Füzesabony – Maklár – (Andornaktálya →) Eger | Óránként                                                             |
| Mátra InterRégió                                    | Budapest-Keleti – Gödöllő – Máriabesnyő – Bag – Aszód – Tura – Hatvan – Vámosgyörk – Gyöngyöshalász – Kitérőgyár – Gyöngyös | Óránként                                                             |
| InterRégió                                          | Miskolc-Tiszai → Nyékládháza → Mezőkövesd → Füzesabony → Hatvan → Isaszeg → Pécel → Rákoscsaba → Rákosliget → Akadémiaújtelep → Budapest-Keleti | Napi 1 Budapest felé                                                 |
| Rába InterRégió                                     | Győr → Komárom → Tata → Tatabánya → Bicske → Budapest-Kelenföld → (Ferencváros →) Budapest-Keleti | Iskolaidőben vasárnap 3 Budapest felé                                |
| Rába InterRégió                                     | Szombathely → Sárvár → Celldömölk → Mezőlak → Pápa → Vaszar → Szerecseny → Gyömöre-Tét → Győrszabadhegy → Győr → Komárom → Tata → Tatabánya → Bicske → Budapest-Kelenföld → Ferencváros → Budapest-Keleti | Iskolaidőben vasárnap 1 Budapest felé                                |
| Sajó expresszvonat                                  | Kazincbarcika → Sajószentpéter → Sajóecseg → Miskolc-Gömöri → Budapest-Keleti | Vasárnap 1 Budapest felé                                             |
| Tisza-tó sebesvonat                                 | Budapest-Keleti – Gödöllő – Hatvan – Füzesabony – Poroszló – Tiszafüred – Egyek – Hortobágyi Halastó – Hortobágy – Balmazújváros | Hétvégén 1 pár, nyáron napi 1 pár                                    |
| Tokaj InterCity                                     | Budapest-Nyugati – Zugló – Kőbánya-Kispest – Ferihegy – Cegléd – Szolnok – Püspökladány – Hajdúszoboszló – Debrecen – Nyíregyháza – Tokaj – Szerencs – Miskolc-Tiszai – Füzesabony – Hatvan – Budapest-Keleti | 2 óránként                                                           |
| Tokaj InterCity                                     | Budapest-Keleti – Hatvan – Füzesabony – Miskolc-Tiszai – Szerencs – Tokaj – Nyíregyháza – Debrecen (← Ebes ← Hajdúszoboszló ← Kaba ← Püspökladány ← Karcag ← Kisújszállás ← Fegyvernek-Örményes ← Törökszentmiklós ← Szajol ← Szolnok) | Napi 1 pár                                                           |
| Borsod InterCity                                    | Budapest-Keleti – Hatvan – Füzesabony – Mezőkövesd – Nyékládháza – Miskolc-Tiszai | Napi 1 pár                                                           |
| Hámor InterCity                                     | Budapest-Keleti → Füzesabony → Mezőkövesd → Miskolc-Tiszai | Napi 1 Miskolc felé                                                  |
| Füzér InterCity                                     | Budapest-Keleti – Füzesabony – Miskolc-Tiszai – Szerencs – Olaszliszka-Tolcsva – Sárospatak – Sátoraljaújhely | Napi 1 pár                                                           |
| Hernád-Zemplén InterCity                            | Budapest-Keleti – Hatvan – Mezőkövesd – Miskolc-Tiszai – Hernád InterCity: Szikszó-Vásártér – Halmaj – Ináncs – Forró-Encs – Novajidrány – Hidasnémeti / Zemplén InterCity: Szerencs – Bodrogkeresztúr – Erdőbénye – Olaszliszka-Tolcsva – Bodrogolaszi – Sárospatak – Sátoraljaújhely | 2 óránként                                                           |
| Savaria InterCity                                   | Budapest-Keleti – Budapest-Kelenföld – Tatabánya – Tata – Komárom – Győr – Csorna – Répcelak – Szombathely (– napi 1 pár tovább Szentgotthárd felé) | 2 óránként                                                           |
| Scarbantia InterCity                                | Budapest-Keleti – Budapest-Kelenföld – Tatabánya – Tata – Komárom – Győr – Csorna – Kapuvár – Fertőszentmiklós – Sopron | 2 óránként                                                           |
| Arrabona InterCity                                  | Győr → Komárom → Tata → Tatabánya → Budapest-Kelenföld → Budapest-Keleti | Napi 1 Budapest felé                                                 |
| Mecsek InterCity                                    | Budapest-Keleti – Budapest-Kelenföld – Sárbogárd – Dombóvár (– Sásd) – Szentlőrinc – Pécs | 2 óránként                                                           |
| Kresz Géza és Rippl-Rónai InterCity                 | Budapest-Keleti – Budapest-Kelenföld – Simontornya – Pincehely – Szakály-Hőgyész – Dombóvár – Kaposvár | Napi 2 pár                                                           |
| Somogy InterCity                                    | Budapest-Keleti – Budapest-Kelenföld – Simontornya – Pincehely – Szakály-Hőgyész – Dombóvár – Kaposvár – Kiskorpád – Jákó-Nagybajom – Kutas – Beleg – Ötvöskónyi – Somogyszob – Bolhás – Csurgó – Gyékényes | Napi 1 pár                                                           |
| Békés InterCity                                     | Budapest-Keleti – Szolnok – (Kétpó –) Mezőtúr – (Nagylapos →) Gyoma – (Csárdaszállás –) Mezőberény – Murony – Békéscsaba (← Kétegyháza ← Lőkösháza) | Óránként                                                             |
| Béga, Körös, Maros és Zaránd nemzetközi InterCity   | Budapest-Keleti – Szolnok (– Kétpó) – Mezőtúr – Gyoma – Mezőberény – Murony – Békéscsaba – Kétegyháza – Lőkösháza – Curtici (Kürtös) – Șofronea (Sofronya) – Arad (– Aradu Nou (Újarad) – Timișoara Nord (Temesvár)) | Napi 4 pár                                                           |
| Fogaras nemzetközi InterCity                        | Budapest-Keleti – Szolnok (← Kétpó) – Mezőtúr – Gyoma – (Csárdaszállás →) Mezőberény – Murony – Békéscsaba – Kétegyháza – Lőkösháza – Curtici (Kürtös) – Arad (Arad) – Radna (Máriaradna) – Săvârșin (Soborsin) – Ilia (Marosillye) – Deva (Déva) – Simeria (Piski) – Vințu de Jos (Alvinc) – Sebeș (Szászsebes) – Sibiu (Nagyszeben) – Făgăraș (Fogaras) – Codlea (Feketehalom) – Braşov (Brassó) | Napi 1 pár                                                           |
| Ister nemzetközi InterCity                          | Budapest-Keleti – Szolnok (← Kétpó) – Mezőtúr – Gyoma – (Csárdaszállás →) Mezőberény – Murony – Békéscsaba – Kétegyháza – Lőkösháza – Curtici (Kürtös) – Arad (Arad) – Deva (Déva) – Simeria (Piski) – Vințu de Jos (Alvinc) – Sebeș (Szászsebes) – Sibiu (Nagyszeben) – Făgăraș (Fogaras) – Codlea (Feketehalom) – Braşov (Brassó) – Predeal (Predeál) – Busteni – Sinaia – Câmpina – Ploieşti Vest – București Nord | Napi 1 pár                                                           |
| Traianus nemzetközi InterCity                       | Budapest-Keleti – Szolnok (← Kétpó) – Mezőtúr – Gyoma – (Csárdaszállás →) Mezőberény – Murony – Békéscsaba – Kétegyháza – Lőkösháza – Curtici (Kürtös) – Arad (Arad) – Timişoara Nord (Temesvár) – Lugoj (Lugos) – Caransebeş (Karánsebes) – (Teregova → Iablanița (Bélajablánc) →) Băile Herculane (Herkulesfürdő) – Orşova (Orsova) – Drobeta-Turnu Severin (Szörényvár) – Balota – Strehaia Halta – Filiași – Craiova – Caracal – Roșiori Nord – Videle – București Nord | Napi 1 pár                                                           |
| Muntenia nemzetközi InterCity                       | Budapest-Keleti – Szolnok (← Kétpó) – Mezőtúr – Gyoma – (Csárdaszállás →) Mezőberény – Murony – Békéscsaba – Kétegyháza – Lőkösháza – Curtici (Kürtös) – Arad (Arad) – Timişoara Nord (Temesvár) – Lugoj (Lugos) – Caransebeş (Karánsebes) – Băile Herculane (Herkulesfürdő) – Orşova (Orsova) – Drobeta-Turnu Severin (Szörényvár) – Balota – Strehaia Halta – Filiași – Craiova – Caracal – Roșiori Nord – Videle – București Nord | Napi 1 pár                                                           |
| Hargita nemzetközi InterCity                        | Budapest-Keleti – Szolnok – Törökszentmiklós – Kisújszállás – Karcag – Püspökladány – Báránd – Sáp – Berettyóújfalu – Mezőpeterd – Biharkeresztes – Episcopia Bihor (Biharpüspöki) – Oradea (Nagyvárad) – Aleșd (Élesd) – Bratca (Barátka) – Ciucea (Csucsa) – Huedin (Bánffyhunyad) – Aghires (Egeres) – Cluj-Napoca (Kolozsvár) (december végén és nyári időszakban közvetlen kocsi: – Câmpia Turzii (Aranyosgyéres) – Războieni (Székelyföldvár) – Luduș (Marosludas) – Iernut (Radnót) – Târgu Mureş (Marosvásárhely)) – Gherla (Szamosújvár) – Dej Călători (Dés) – Beclean pe Someș (Bethlen) – Sărățel (Szeretfalva) – Deda (Déda) – Toplița (Maroshévíz) – Gheorgheni (Gyergyószentmiklós) – Izvoru Oltului (Csíkszentdomokos) – Siculeni (Madéfalva) – Miercurea Ciuc (Csíkszereda) – Băile Tuşnad (Tusnádfürdő) – Sfăntu Gheorghe (Sepsiszentgyörgy) – Braşov (Brassó) | Napi 1 pár                                                           |
| Corona nemzetközi InterCity                         | Budapest-Keleti – Szolnok – Törökszentmiklós – Kisújszállás – Karcag – Püspökladány – Báránd – Sáp – Berettyóújfalu – Mezőpeterd – Biharkeresztes – Episcopia Bihor (Biharpüspöki) – Oradea (Nagyvárad) – Aleșd (Élesd) – Huedin (Bánffyhunyad) – Cluj-Napoca (Kolozsvár) – Gherla (Szamosújvár) – Dej Călători (Dés) – Beclean pe Someș (Bethlen) – Sărățel (Szeretfalva) – Deda (Déda) – Toplița (Maroshévíz) – Gheorgheni (Gyergyószentmiklós) – Izvoru Oltului (Csíkszentdomokos) – Siculeni (Madéfalva) – Miercurea Ciuc (Csíkszereda) – Băile Tuşnad (Tusnádfürdő) – Sfăntu Gheorghe (Sepsiszentgyörgy) – Braşov (Brassó) | Napi 1 pár                                                           |
| Adria nemzetközi InterCity                          | Budapest-Keleti – Budapest-Kelenföld – Székesfehérvár – Siófok – Fonyód – Balatonszentgyörgy – Nagykanizsa – Gyékényes – Knin – Perković – Split Predgrađe – Split | Nyáron heti 3 pár                                                    |
| Hernád nemzetközi InterCity                         | Budapest-Keleti – Mezőkövesd – Miskolc-Tiszai – Szikszó-Vásártér – Halmaj – Ináncs – Forró-Encs – Novajidrány – Hidasnémeti – Košice (Kassa) | 2 óránként                                                           |
| Mura nemzetközi InterCity                           | Budapest-Keleti – Budapest-Kelenföld – Tatabánya – Tata – Komárom – Győr – Csorna – Répcelak – Szombathely – Szombathely-Szőlős – Ják-Balogunyom – Egyházasrádóc – Körmend – Horvátnádalja – Csákánydoroszló – Rátót – Alsórönök – Haris – Szentgotthárd – Jennersdorf (Gyanafalva) (← Hohenbrugg a. d. Raab) – Fehring (← Lödersdorf) – Feldbach (← Gniebing ← Rohr/Raab ← Studenzen-Fladnitz ← Takern-St. Margarethen) – Gleisdorf (← Laßnitzthal ← Laßnitzhöhe ← Hart bei Graz ← Raaba ← Graz Liebenau-Murpark) – Graz Ostbahnhof (← Graz Don Bosco) – Graz Hauptbahnhof | Napi 1 pár                                                           |
| Dráva nemzetközi InterCity                          | Budapest-Keleti – Budapest-Kelenföld – Tatabánya – Tata – Komárom – Győr – Csorna – Répcelak – Szombathely – Szombathely-Szőlős – Ják-Balogunyom – Egyházasrádóc – Körmend – Horvátnádalja – Csákánydoroszló – Rátót – Alsórönök – Haris – Szentgotthárd – Jennersdorf (Gyanafalva) – Fehring – (Feldbach →) Gleisdorf – Graz Ostbahnhof (← Graz Don Bosco) – Graz Hauptbahnhof (← Puntigam) – Leibnitz – Spielfeld-Straß – Maribor – Pragersko – Celje – Laško – Zidani Most – Trbovlje – Ljubljana | Napi 1 pár                                                           |
| xpress                                              | Budapest-Keleti – Budapest-Kelenföld – Tatabánya – Győr – Mosonmagyaróvár – Hegyeshalom – Wien Hauptbahnhof (Bécs) – Wien Meidling – St. Pölten Hauptbahnhof – Linz Hauptbahnhof – Salzburg Hauptbahnhof – Kufstein – Wörgl (← Jenbach) – Innsbruck Hauptbahnhof – Ötztal – Landeck-Zams – Sankt Anton Am Arlberg – Bludenz – Feldkirch – Buchs – Sargans – Zürich Hauptbahnhof | Napi 1-2 pár                                                         |
| xpress                                              | Budapest-Keleti – Budapest-Kelenföld – Tatabánya – Győr – Mosonmagyaróvár – Hegyeshalom – Wien Hauptbahnhof (Bécs) – Wien Meidling – St. Pölten Hauptbahnhof – Linz Hauptbahnhof – (Wels Hauptbahnhof –) Salzburg Hauptbahnhof – (Rosenheim –) München Hauptbahnhof (hetente 2 pár tovább: München-Pasing – Augsburg Hauptbahnhof – (Günzburg →) Ulm Hauptbahnhof – Stuttgart Hauptbahnhof – Mannheim Hauptbahnhof – Frankfurt am Main Flughafen Fernbahnhof – Frankfurt Hauptbahnhof) | 2 óránként                                                           |
| Kálmán Imre EuroNight                               | Budapest-Keleti – Budapest-Kelenföld – Tatabánya – Győr – Mosonmagyaróvár – Hegyeshalom – Wien Hauptbahnhof (Bécs) – Wien Meidling – St. Pölten Hauptbahnhof – Linz Hauptbahnhof – (Wels Hauptbahnhof →) Salzburg Hauptbahnhof (közvetlen kocsikkal tovább Zürichbe) – Rosenheim – München Ostbahnhof – München Hauptbahnhof | Napi 1 pár                                                           |
| Csárdás, Lehár, Liszt Ferenc és Semmelweis EuroCity | Budapest-Keleti – Budapest-Kelenföld – Tatabánya – Győr – Mosonmagyaróvár – Hegyeshalom – Wien Hauptbahnhof (Bécs) | Napi 4 pár                                                           |
| Advent EuroCity                                     | Budapest-Keleti – Budapest-Kelenföld – Tatabánya – Komárom – Győr – Mosonmagyaróvár – Hegyeshalom – Wien Hauptbahnhof (Bécs) | Decemberi szombatokon napi 1 pár                                     |
| Dacia EuroCity                                      | Wien Hauptbahnhof (Bécs) – Hegyeshalom – Mosonmagyaróvár – Győr – Tatabánya – Budapest-Kelenföld – Budapest-Keleti – Szolnok – Békéscsaba – Lőkösháza – Curtici (Kürtös) – Arad (Arad) – Deva (Déva) – Simeria (Piski) – Alba Iulia (Gyulafehérvár) (← Coșlariu (Koslárd)) – Blaj (Balázsfalva) – Mediaș (Medgyes) – Sighișoara (Segesvár) – Brașov (Brassó) – Predeal (Predeál) – Sinaia – Ploiești Vest – București Nord | Napi 1 pár                                                           |
| Hortobágy EuroCity                                  | Wien Hauptbahnhof (Bécs) – Hegyeshalom – Mosonmagyaróvár – Győr – Tatabánya – Budapest-Kelenföld – Budapest-Keleti – Szolnok – (Szajol →) Törökszentmiklós – (Fegyvernek-Örményes →) Kisújszállás – Karcag – Püspökladány – (Kaba →) Hajdúszoboszló – (Ebes →) Debrecen – Nyíregyháza – Demecser – Kisvárda – Záhony (közvetlen kocsikkal tovább: Csap (Чоп) – Munkács (Мукачево) – Szolyva (Свалява) – Szlavszke (Славське) – Sztrij (Стрий) – Lviv-Holovnij (Льві́в-Головни́й) – Kijiv-Paszazsirszkij (Київ-Пасажирський)) | Napi 1 pár                                                           |
| Transilvania-Szamos EuroCity                        | Wien Hauptbahnhof (Bécs) – Hegyeshalom – Mosonmagyaróvár – Győr – Tatabánya – Budapest-Kelenföld – Budapest-Keleti – Szolnok – Törökszentmiklós – Kisújszállás – Karcag – Püspökladány (közvetlen kocsikkal tovább Nagybánya felé) – Báránd – Sáp – Berettyóújfalu – Mezőpeterd – Biharkeresztes – Episcopia Bihor (Biharpüspöki) – Oradea (Nagyvárad) – Aleșd (Élesd) – Șuncuiuș (Vársonkolyos) – Bratca (Barátka) – Ciucea (Csucsa) – Huedin (Bánffyhunyad) – Cluj-Napoca (Kolozsvár) | Napi 1 pár                                                           |

## Képgaléria

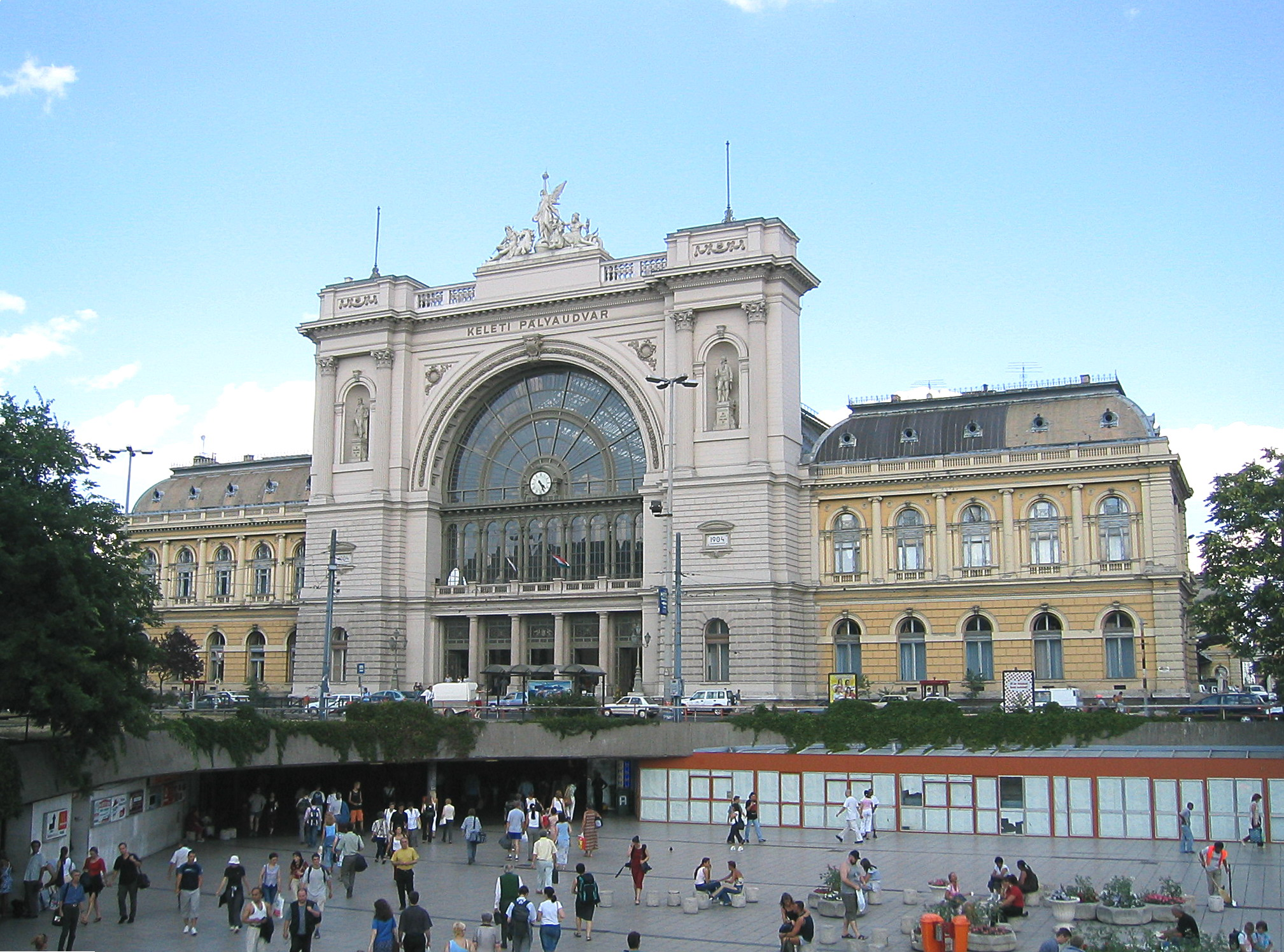
A Keleti pályaudvar elölnézetből 2003-ban
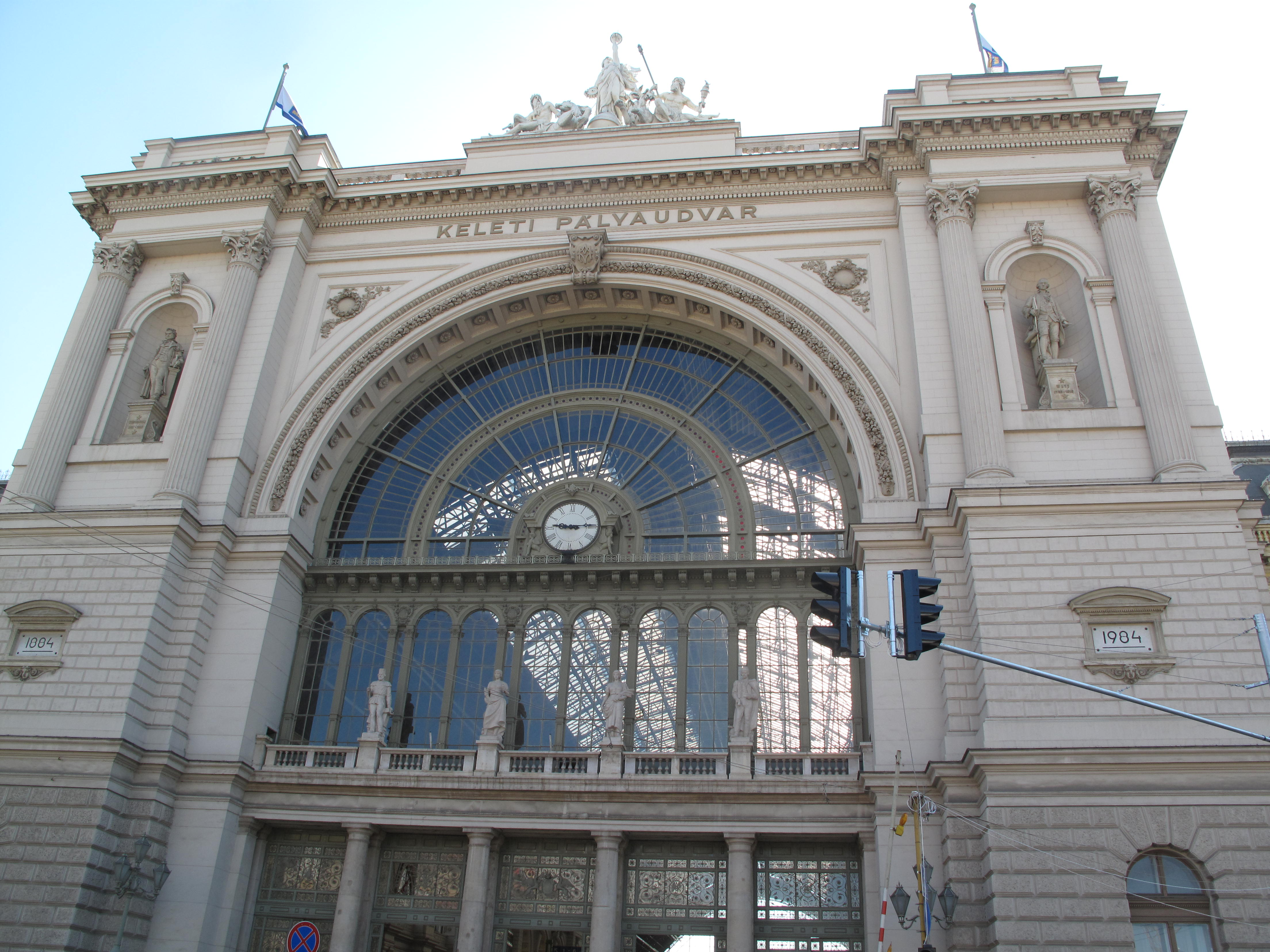
A felújított főhomlokzat 2011-ben
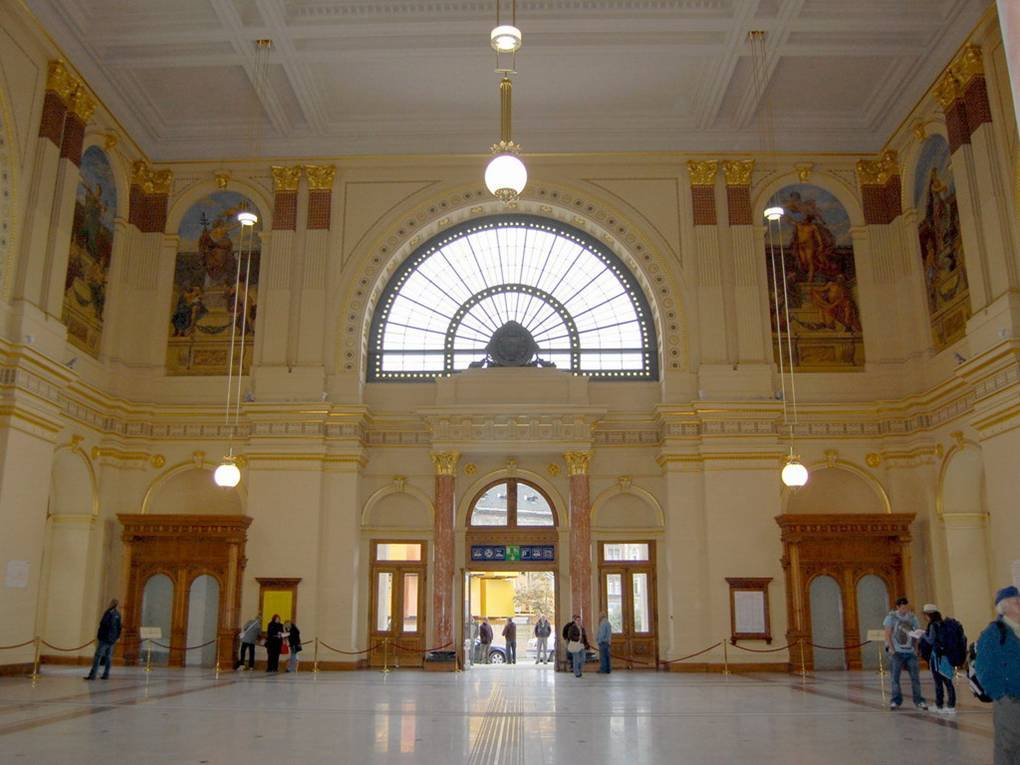
A Lotz-csarnok 2009-ben
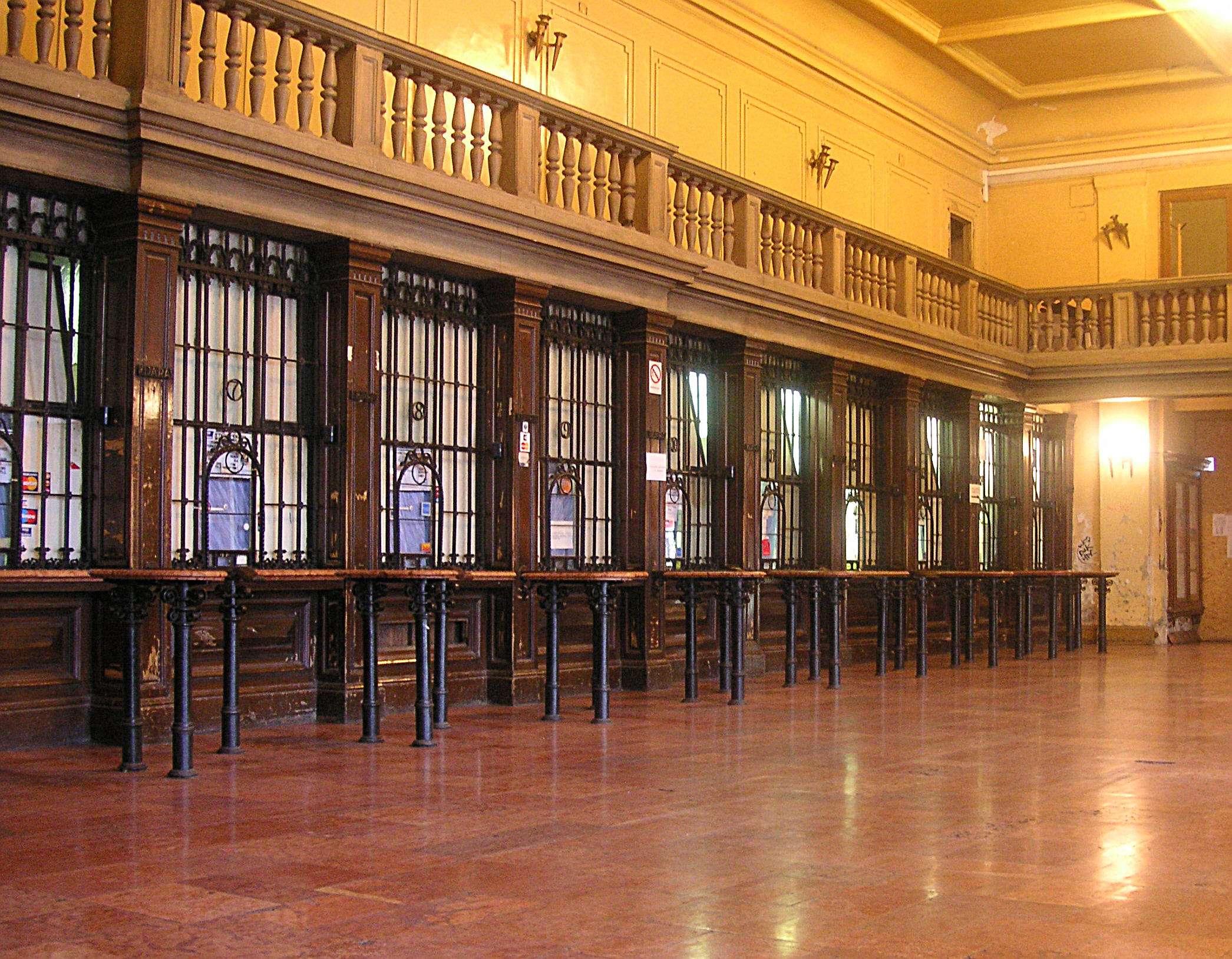
A nemzetközi pénztárak 2005-ben
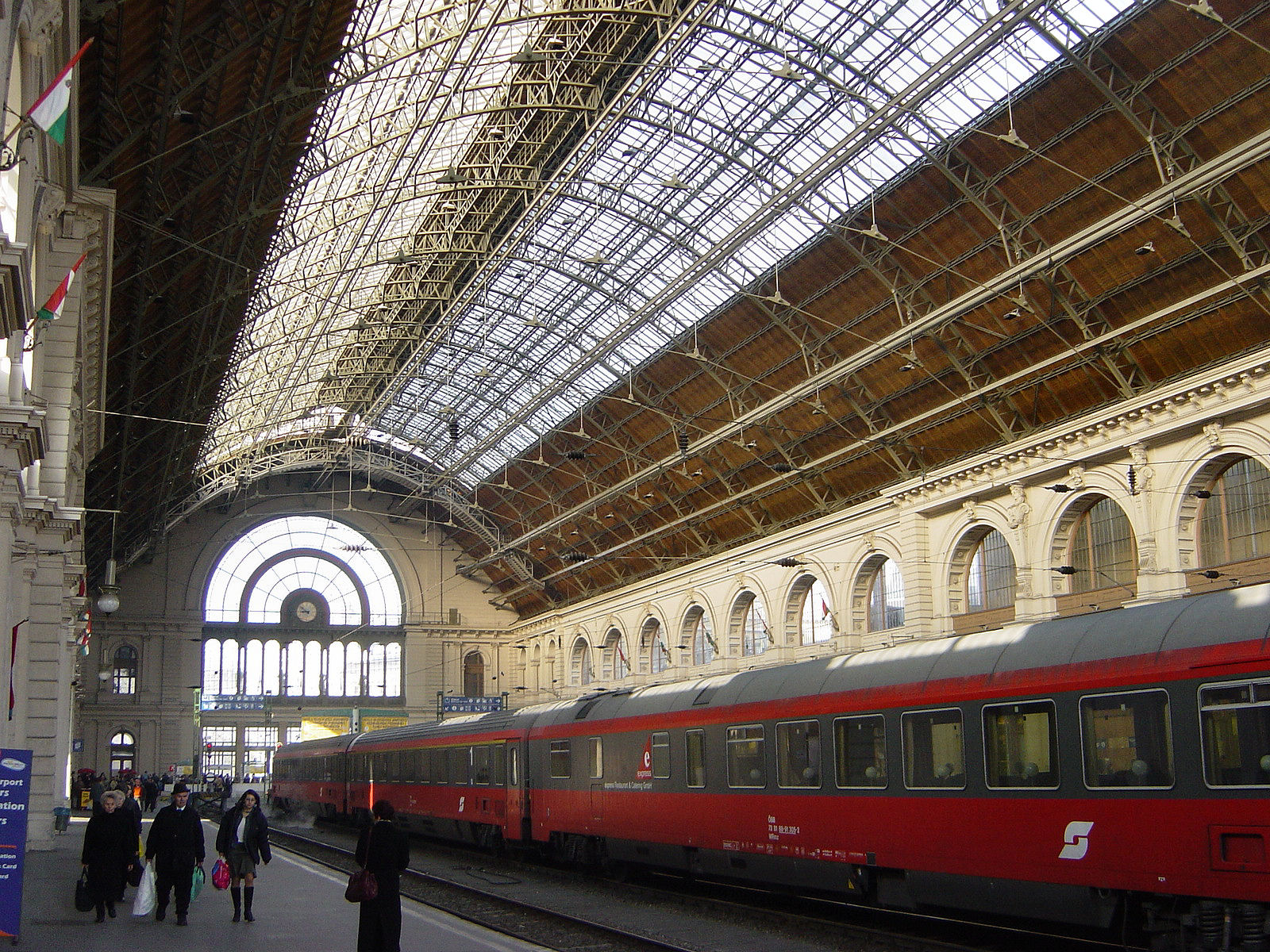
A csarnok belülről 2005-ben
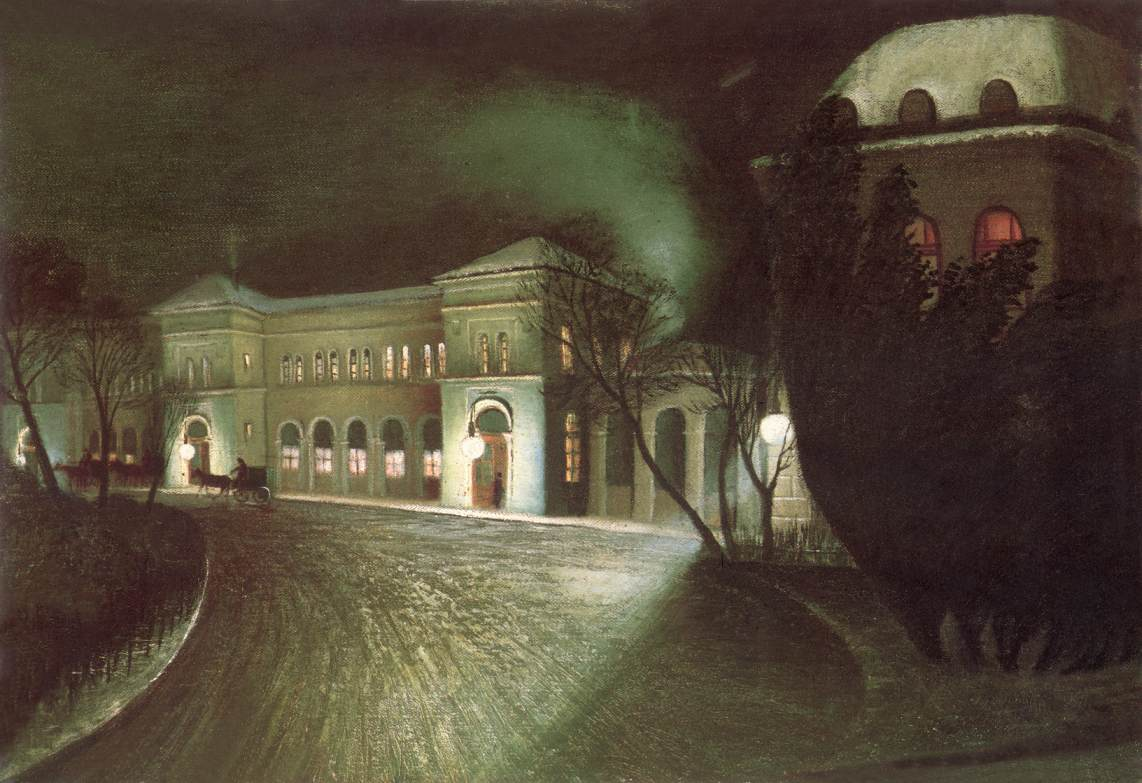
Csontváry Kosztka Tivadar festménye (1902)
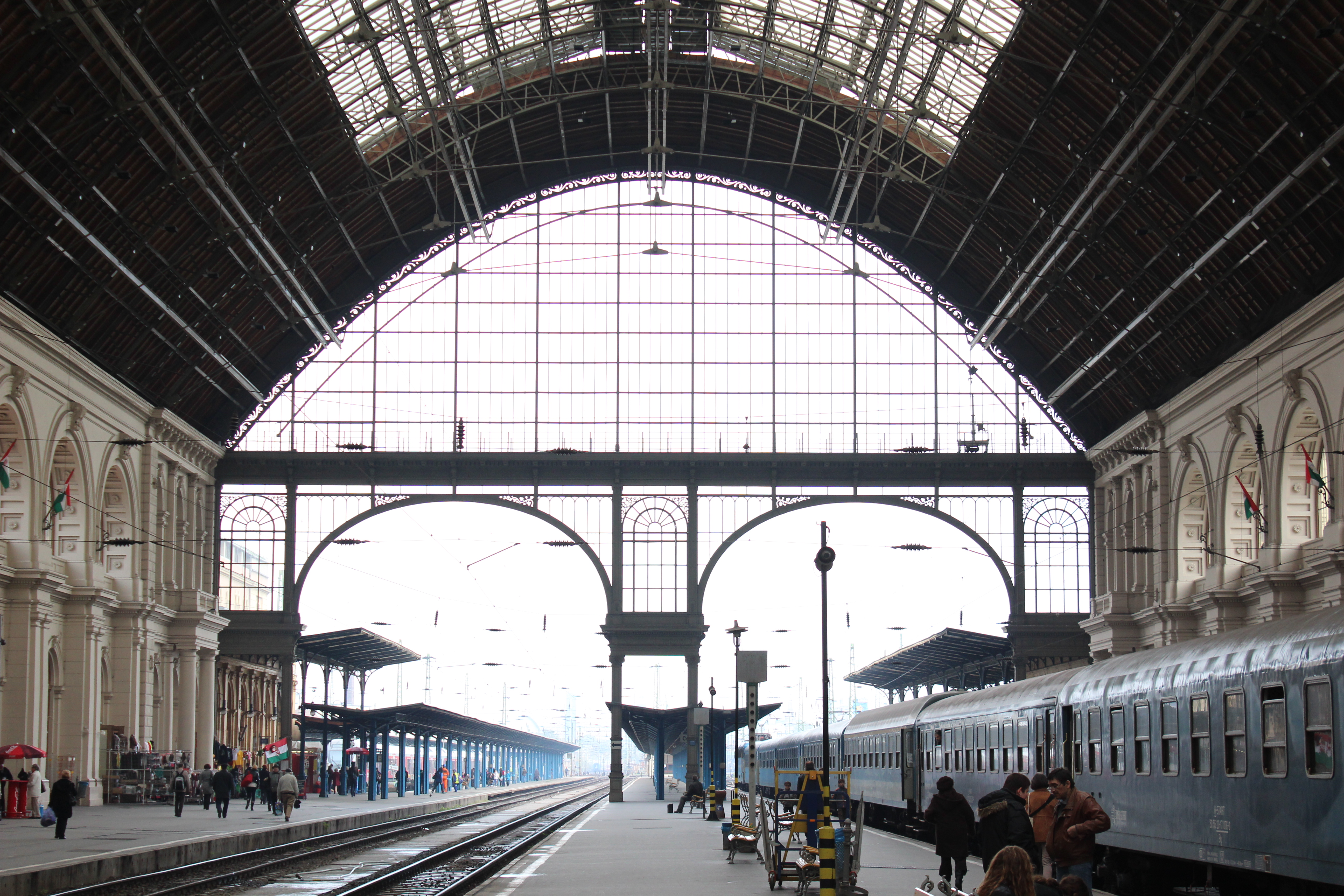
A csarnok tetőszerkezete 2012-ben
A tető keresztmetszete láncgörbe
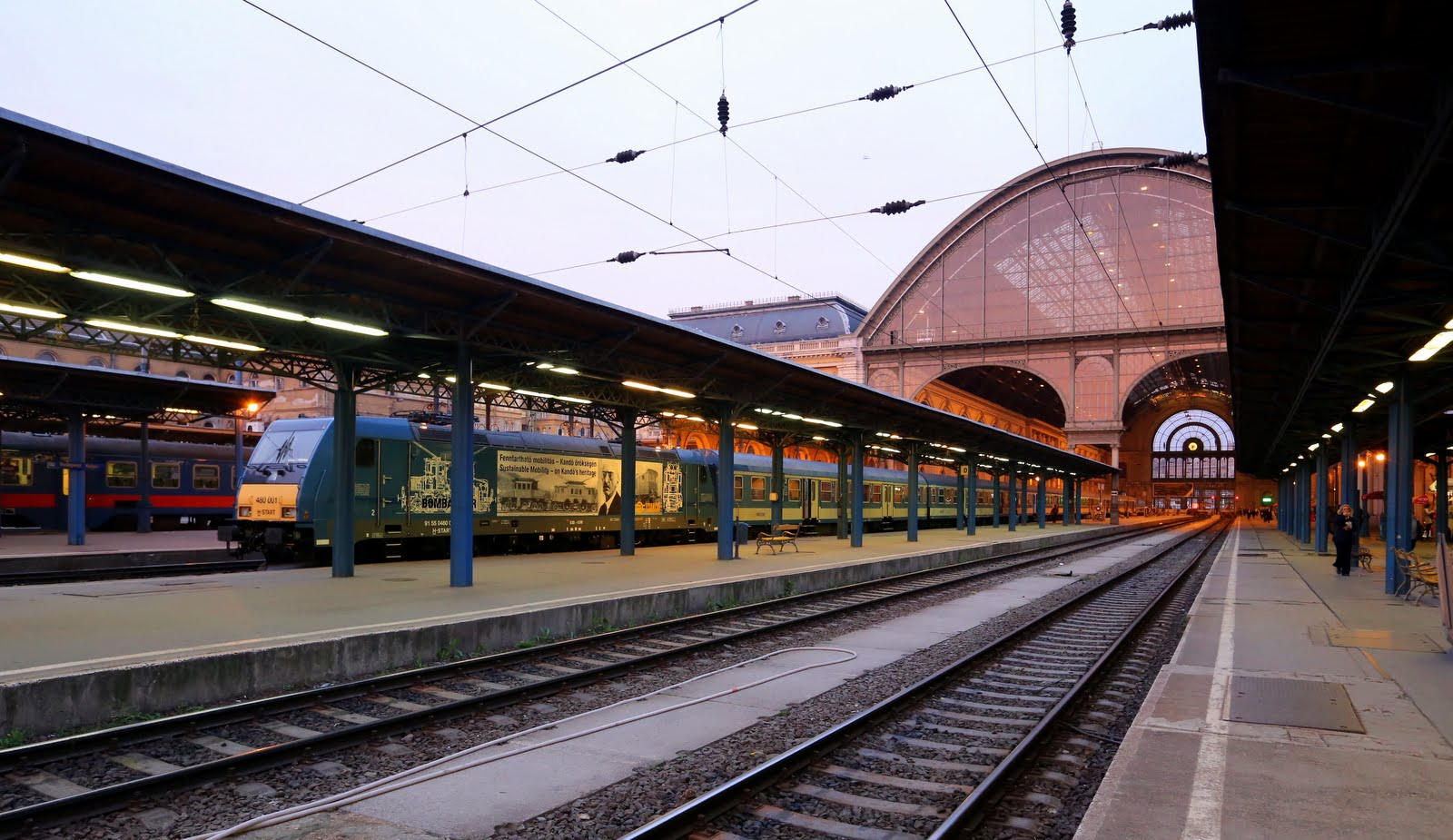
A Kandó Kálmán emlékére felmatricázott 480 001-es mozdony (Werbelok) 2014-ben
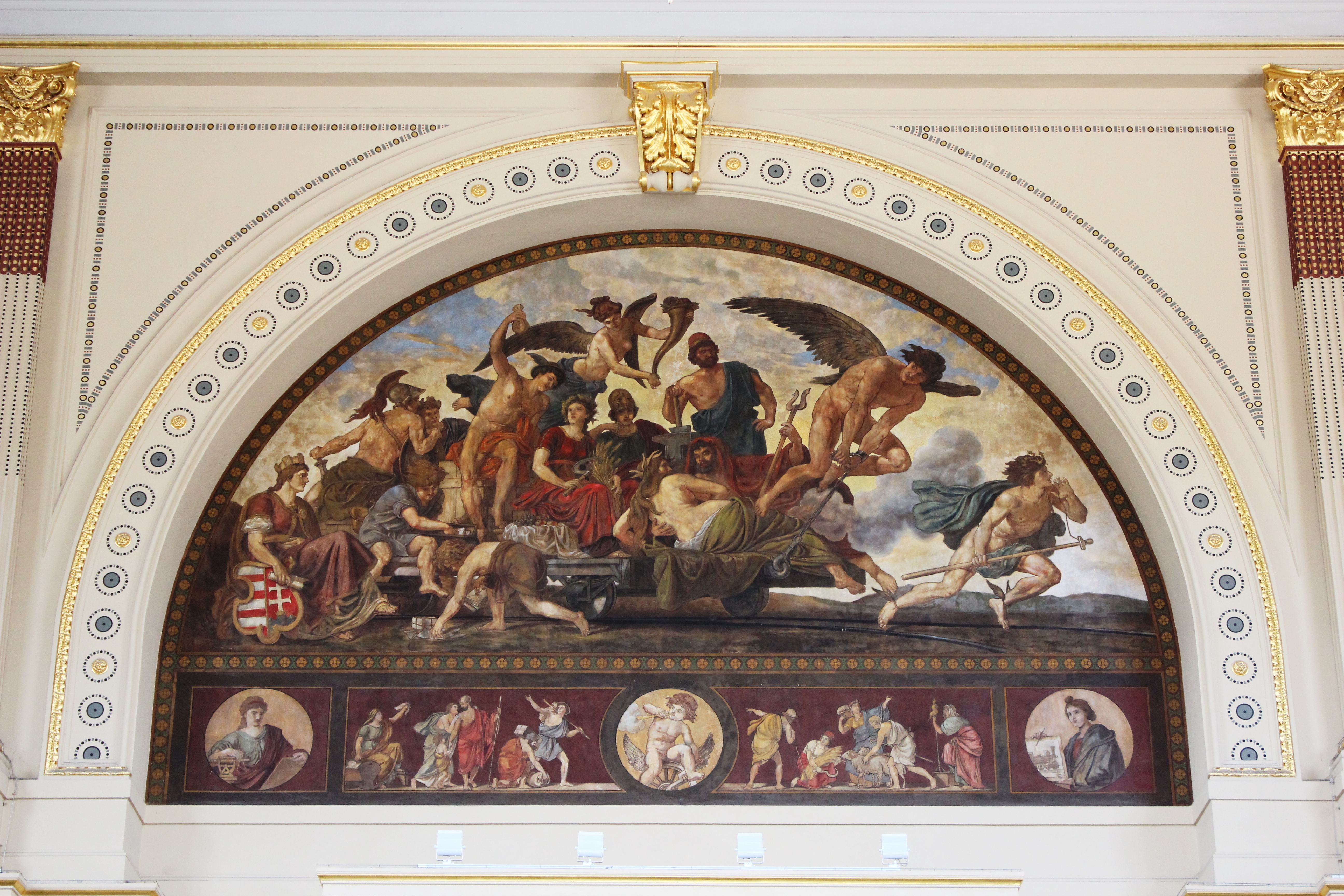
Vasút és forgalom – Than Mór festménye a Lotz-csarnokban (1884)
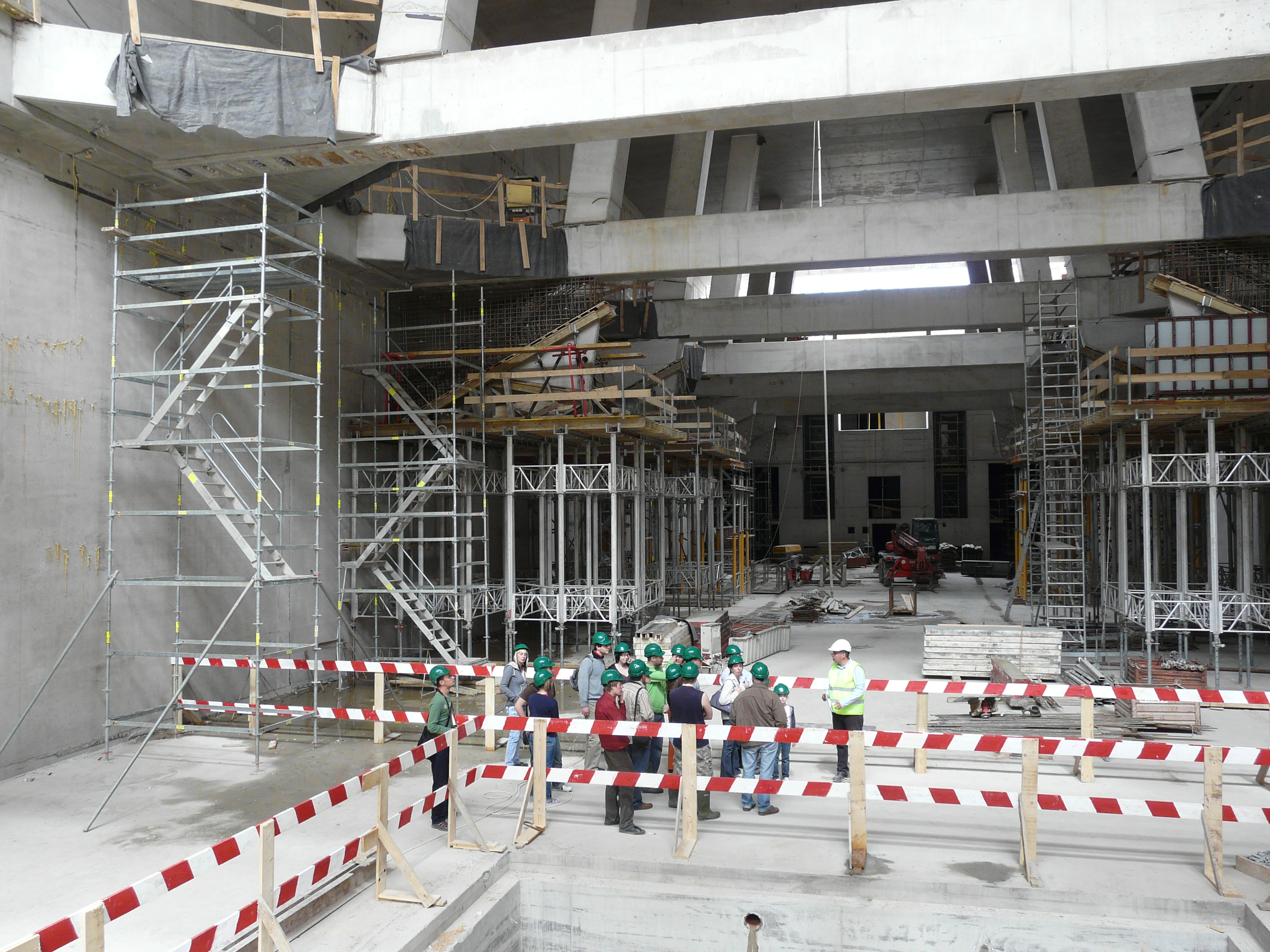
Az M4-es metróvonal állomásának építése a Baross tér alatt 2014-ben
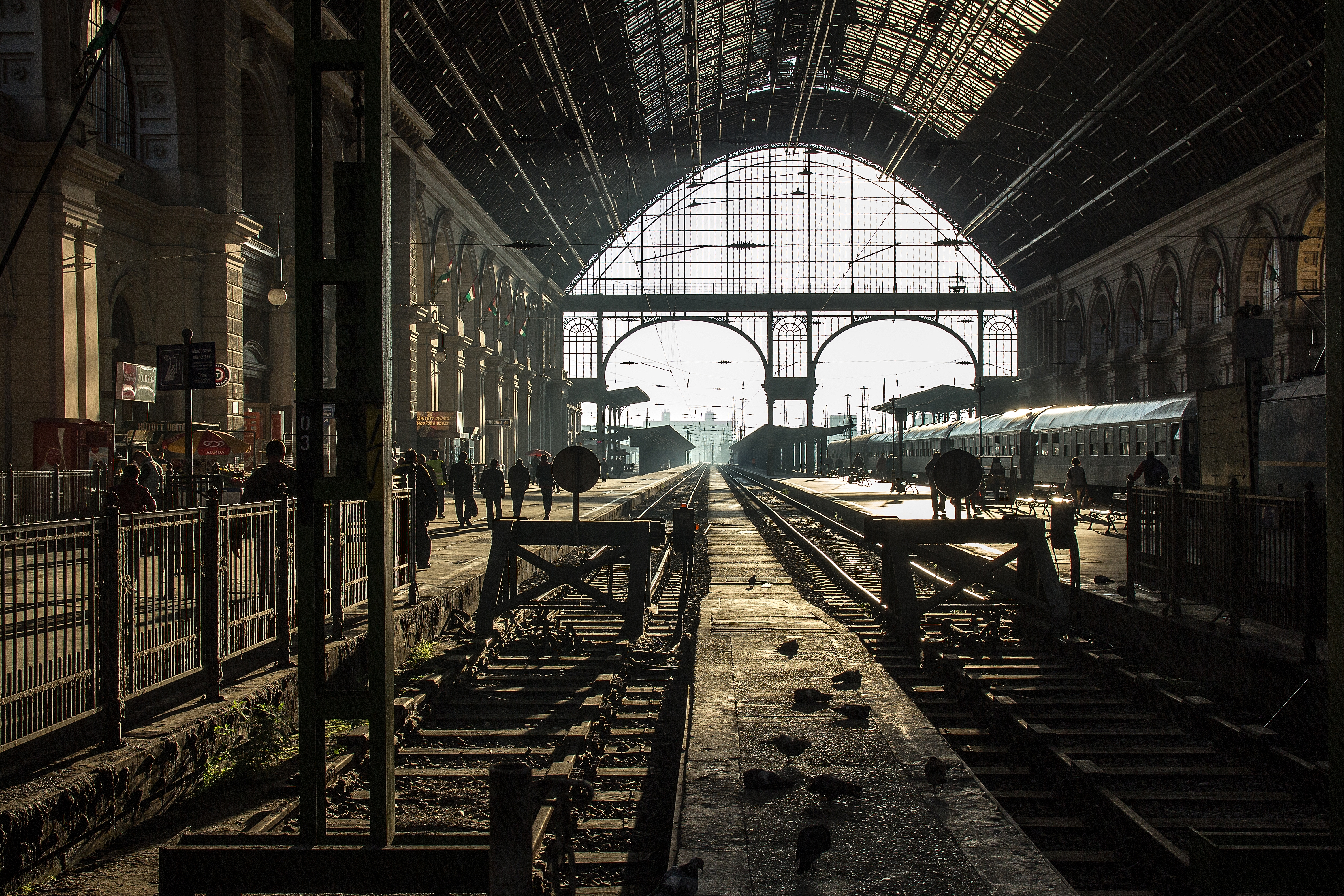
Keleti fények
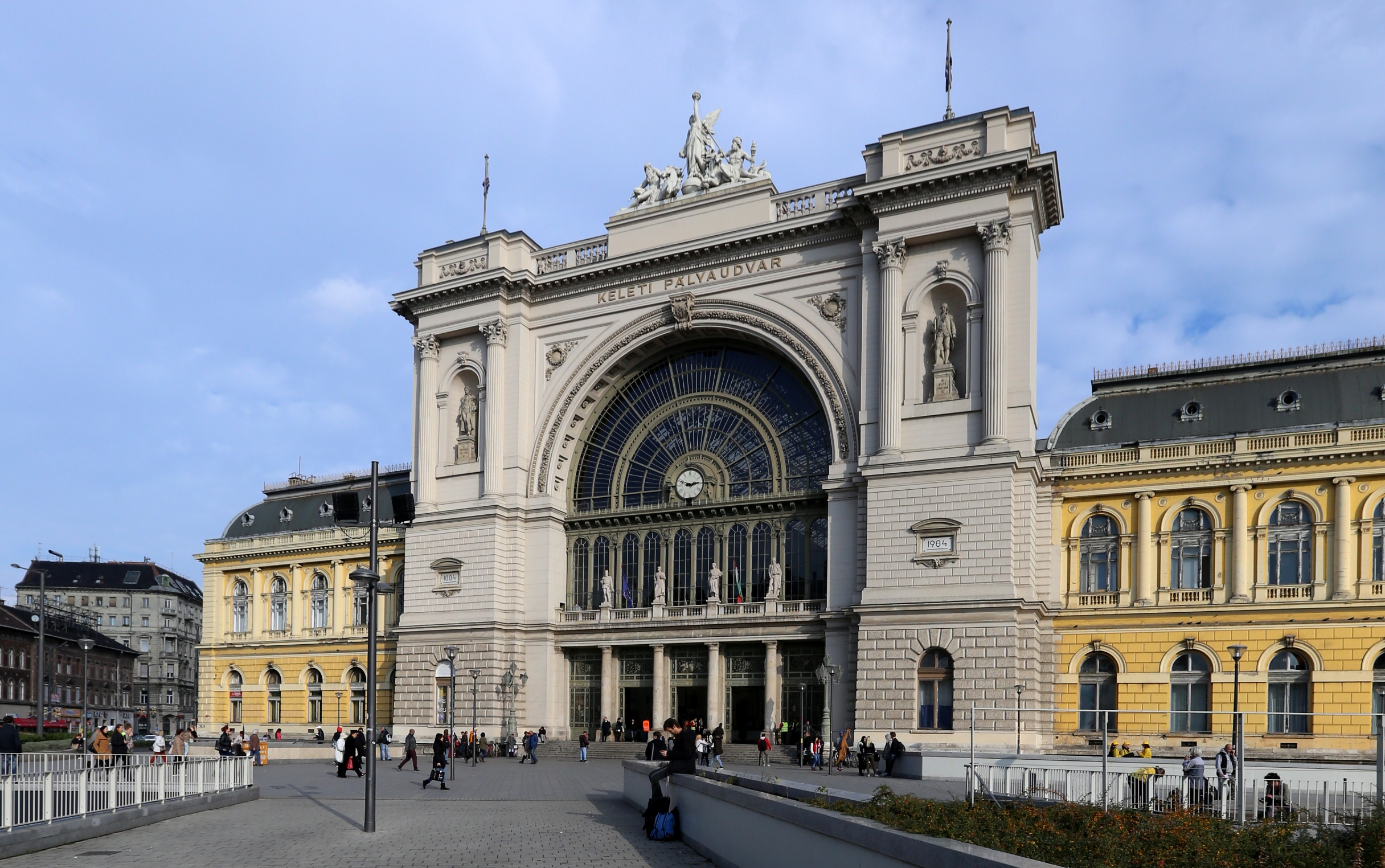
A pályaudvar homlokzata 2016-ban

## Megközelítése budapesti közösségi közlekedéssel
- Metró:
- Busz:  5, 7, 7E, 8E, 20E, 30, 30A, 107, 108E, 110, 112, 133E, 230
- Villamos:  23, 24
- Trolibusz:  73, 76, 78, 79, 80

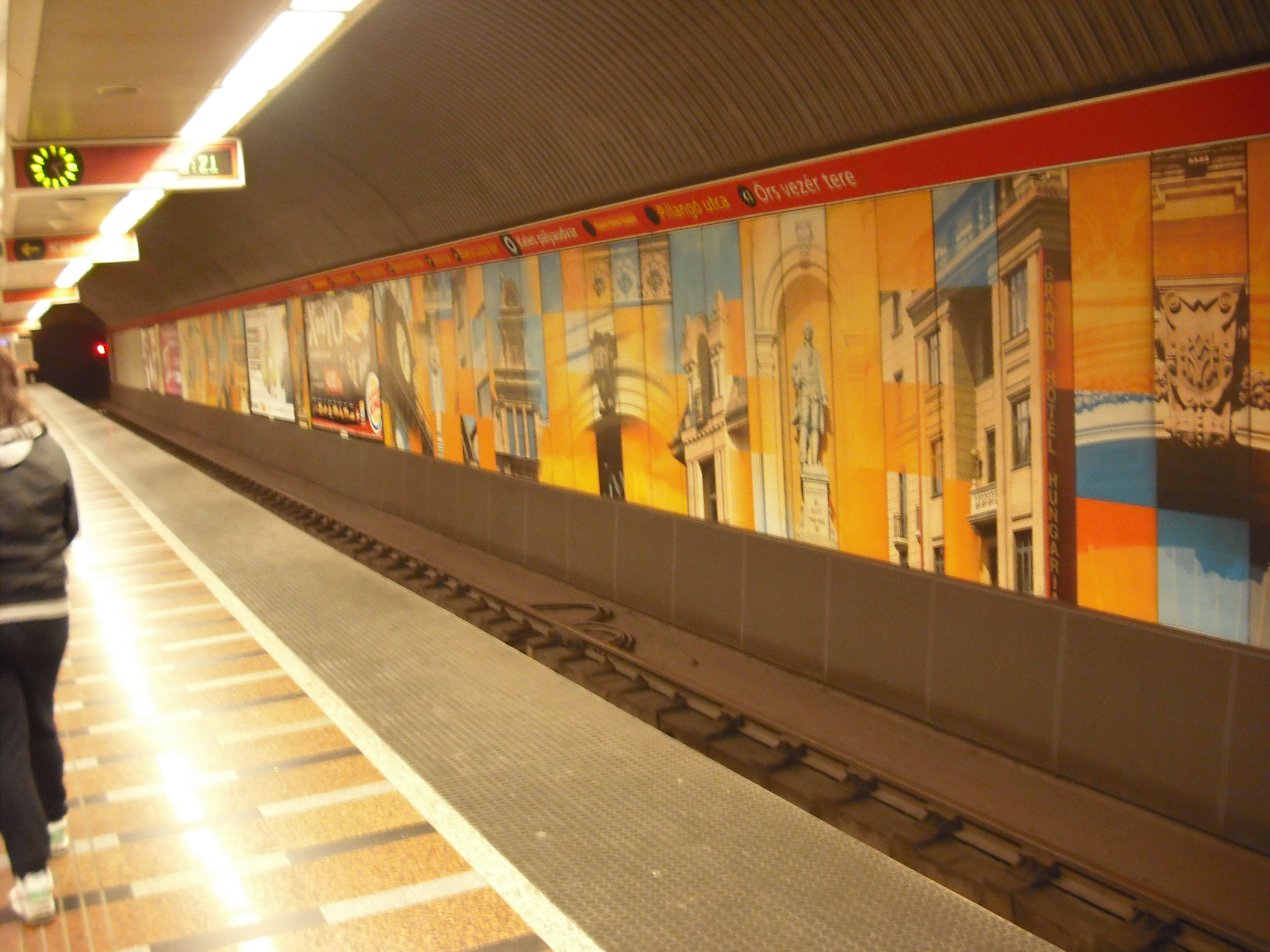
Az M2-es metróvonal állomása

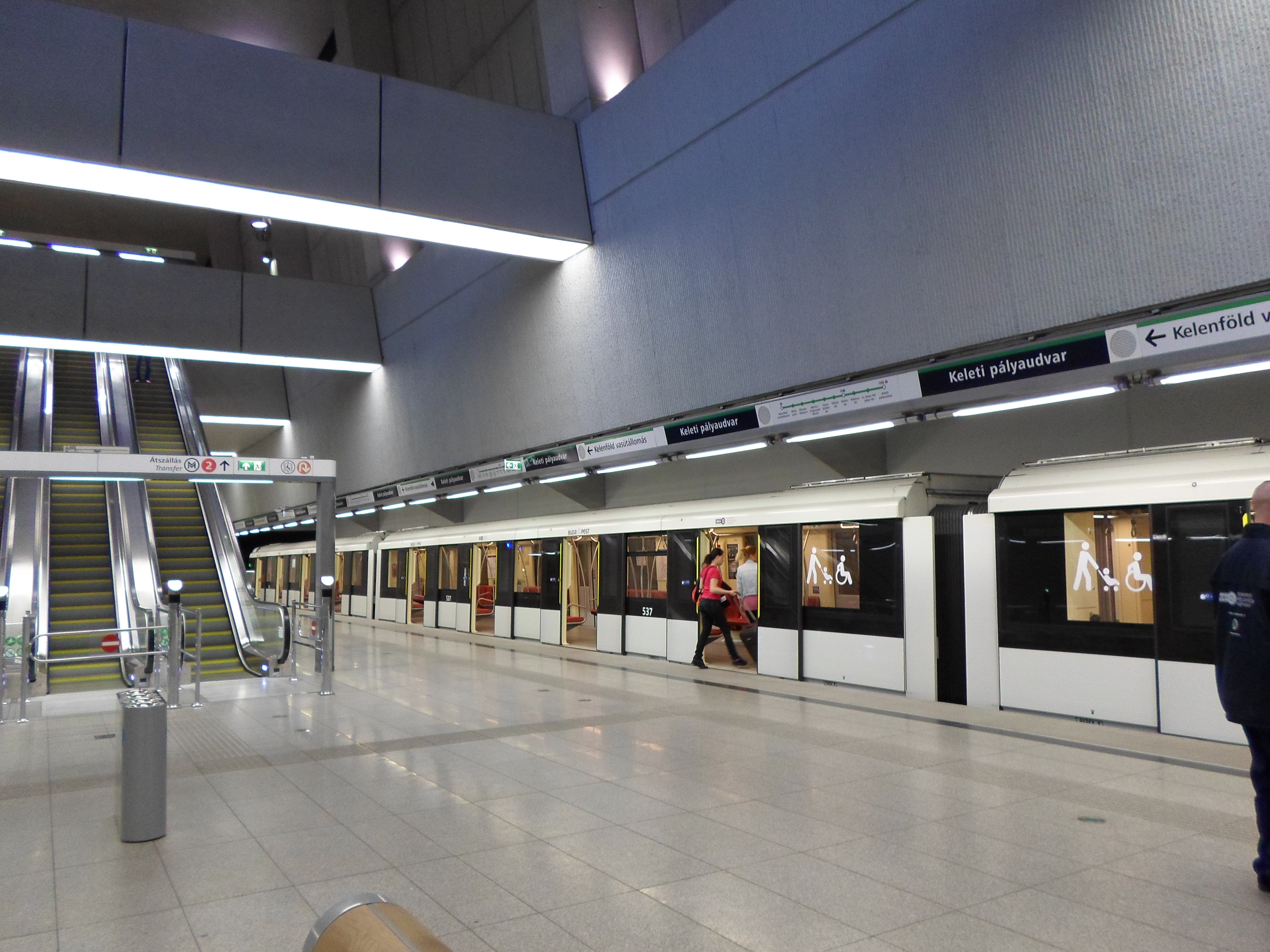
Az M4-es metróvonal állomása

- Éjszakai autóbuszjárat:  907, 907A, 908, 908A, 931, 931A, 956, 973, 973A, 990
- Vonat: lásd feljebb